# Archimedes (planetka)
(3600) Archimedes je planetka s průměrem 35 km, kterou objevila Ludmila Vasiljevna Žuravleva 26. září 1978. Je pojmenována po řeckém matematikovi, fyzikovi, astronomovi a filozofovi Archimédovi.